# Oktober 2012
| Oktober 2012 |
| Månader under 2012: Januari · Februari · Mars · April · Maj · Juni · Juli · Augusti · September · Oktober · November · December ← December 2011 · Januari 2013 → |

## Händelser

### 7 oktober
- Presidentval hålls i Venezuela där den sittande presidenten Hugo Chávez besegrar oppositionens kandidat Henrique Capriles Radonski med 54,8 % av rösterna mot 44,5 %.

### 14 oktober
- Felix Baumgartner slår rekord genom att hoppa från stratosfären och göra längsta fritt fall, på en höjd av 39 068 meter.

### 26 oktober
- Silvio Berlusconi, Italiens 50:e premiärminister, döms till fyra års fängelse för skatteflykt.[1]